# Scottsbluff
Scottsbluff est une ville américaine de l'État du Nebraska, dans le comté de Scotts Bluff. Elle est située dans la Panhandle du Nebraska, à l'extrémité ouest de l'État, sur les rives de la rivière North Platte. La population de la ville s'élevait à 15 039 habitants en 2010. Scottsbluff forme avec la ville jumelle de Gering, située sur l'autre rive de la rivière, la septième aire urbaine du Nebraska. Son nom est tiré du Scotts Bluff National Monument.
La ville possède un aéroport (code AITA : BFF).

## Personnalités
- Michael Detlefsen (1948-2019), philosophe américain, est né à Scottsbluff.